# Pavle Jurina
Pavle Jurina, född 2 januari 1954 i Našice, SFR Jugoslavien, död 2 december 2011 i Bjelovar, Kroatien, var en kroatisk handbollstränare och handbollsspelare (högernia), som tävlade för Jugoslaviens landslag. Som spelare var han med och tog OS-guld 1984 i Los Angeles.